# Jill Roord
Jill Jamie Roord (Oldenzaal, 22 aprile 1997) è una calciatrice olandese, centrocampista del Manchester City e della nazionale olandese.

## Carriera

### Nazionale
Jill Roord viene più volte selezionata per vestire la maglia delle giovanili della nazionale olandese, giocando nelle formazioni dall'under 15 all'under 19.
Fa il suo debutto in un torneo ufficiale UEFA con le oranje under 17 il 26 aprile 2012, in occasione della partita persa per 1-2 sulle pari età della Danimarca valida per il secondo turno di qualificazione dell'edizione 2012 del campionato europeo di categoria. Nelle sole competizioni ufficiali UEFA, con la maglia della U17 totalizza 9 presenze andando a segno in 10 occasioni.

## Palmarès

### Club
- Campionato olandese: 3

Twente: 2012-2013, 2013-2014, 2015-2016
- BeNe League: 2

Twente: 2012-2013, 2013-2014
- Campionato tedesco: 1

Wolfsburg: 2021-2022
- Coppa di Germania: 2

Wolfsburg: 2021-2022, 2022-2023

### Nazionale
- Campionato d'Europa: 1

2017
- Algarve Cup: 1

2018 (a pari merito con la Svezia)
- Campionato d'Europa under 19: 1

2014

### Individuale
- Capocannoniere Eredivisie: 1

2015-2016 (20 reti)